# Crataegus cupressocollina
Crataegus cupressocollina — вид квіткових рослин із родини трояндових (Rosaceae).

## Біоморфологічна характеристика
Це кущ або дерево 25–60 дм заввишки. Молоді гілочки зеленувато-червоні, маловорсисті, від глибокого до червонувато-коричневого кольору, блискучі, старші оранжево-коричневі з сірим покриттям; колючки на гілочках від мало до численних, від ± прямих до сильно зігнутих, тонкі, 3–7 см, 2-річні чорно-коричневі. Листки: ніжки листків 1–2 см, молоді слабо запушені й рідко залозисті; листові пластини від ± яйцеподібних до широко-еліптичних, 3–6 см, тонкі, основа широко клиноподібна, часток по 3 або 4 на кожній стороні, верхівки часток від гострих до ± закруглених, краї пилчасті, нижня поверхня гола, деякі пазухи середньої жилки ворсисті, верх притиснено-волосистий. Суцвіття 5–15-квіткові. Квітки 15–18 мм у діаметрі; чашолистки трикутні; тичинок 10; пиляки білі. Яблука бордові (серпень–початок вересня), чорні (кінець вересня), глянцеві, еліпсоподібні, діаметром 7–10 мм, голі. Період цвітіння: кінець травня — початок червня; період плодоношення: серпень і вересень.

## Ареал
Ендемік північного заходу США (Монтана) і південного заходу Канади (Альберта, Саскачеван).
Населяє зарості, луки, легку тінь насаджень Populus; на висотах 800–1200 метрів.